# Suy giáp
Suy giáp là bệnh lý tuyến giáp hoạt động kém hiệu quả dần do các nguyên nhân: vì một khối u cục bộ buộc phải cắt bỏ một phần tuyến giáp, sự viêm nhiễm, xâm hại gây viêm nhiễm của vi khuẩn, các loại ung bướu chèn ép tuyến giáp, đặc biệt là bướu cổ, ảnh hưởng từ một số bệnh khác,...
Tuyến giáp hoạt động yếu ảnh hưởng nghiêm trọng đến sức khỏe, gây rối loạn chức năng sinh lý, hoạt động của nhiều cơ quan trên cơ thể. Suy giáp có thể dẫn đến tử vong trong thời gian ngắn.
Có khả năng ngăn ngừa và điều trị suy giáp, song một số trường hợp có thể gây biến chứng không phục hồi, cần phẫu thuật phức tạp, nguy hiểm.
Suy giáp cần được phát hiện càng sớm càng tốt do bệnh diễn biến âm thầm và ngày càng nặng hơn. Việc chậm trễ phát hiện có thể làm giảm khả năng điều trị.

## Nguyên nhân gây bệnh
Gồm có  3 nguyên nhân chủ yếu gây ra tình trạng suy giáp,đó là teo tuyến giáp là nguyên nhân phổ biến nhất.Nguyên nhân thứ hai đó là viêm tuyến giáp tự miễn Hashimoto,nguyên nhân này do cơ chế phá hủy tự miễn dịch.Nguyên nhân tiếp theo là do thứ phát sau điều trị cường giáp,đó là tình trạng do phẫu thuật,điều trị bằng đồng hóa trị.
Những nguyên nhân ít gặp hơn là việc thiếu đi iod trong chế độ ăn hằng ngày,do tình trạng suy giáp bẩm sinh,do thứ phát sau khi bị bệnh ở tuyến yên hoặc vùng dưới đồi.

## Triệu chứng lâm sàng
Suy giáp là hội chứng đặc trưng khi tình trạng suy giảm chức năng tuyến giáp, sản xuất hormone tuyến giáp không đủ so với nhu cầu của cơ thể. Cụ thể là gây rối loạn  chuyển hóa trên lâm sàng và xét nghiệm, gây nên tổn thương ở mô và cơ quan từ đó xuất hiện biểu hiện như phù niêm mạc, lưỡi to, bè ra hai bên, da dày, cũng như những biểu hiện chậm tim mạch,nhịp tim chậm, huyết áp thấp, thần kinh tâm thần bị rối loạn, chán ăn, tiêu hóa giảm, nhu cầu sinh lý giảm.